# اود نردروم
اود نردروم (نروژی: Odd Nerdrum؛ زاده ۸ آوریل ۱۹۴۴) هنرمندِ نقاش اهل نروژ است. از نقاشی‌های مهمش می‌توان سپیده‌دم، ابر و قتل آندریاس بادر را نام برد.
وی به دلیل نقاشی در سبک باروک با الهام از نقاشان قرن ۱۷ مانند کاراواجو و رامبراند مشهور است. اود نردروم، از هنر خود به عنوان کیچ یاد می‌کند. نردروم، در نروژ به عنوان منتقد مدرنیسم و هنر مفهومی شناخته می‌شود.

## شیوه هنری
اود نردروم، هر از گاهی رابطه ای پرتنش با محافل نقد هنری و مطبوعات نروژ داشته‌است. طبق انتظار معمول وی در سال ۱۹۷۷ میلادی هنر خود را در معرض نمایش عمومی قرار داد. هنری که به بیان خود وی، بی‌اعتبار و کاسب‌کارانه است و قصدی جز کسب درآمد مالی ندارد.
اما از طرف دیگر، اگر تفسیر شخصی اود نردروم، از آثار خودش را بپذیریم، آنوقت بخش بزرگی از آنچه به عنوان هنر کلاسیک شناخته شده نیز مشمول همین تفسیر می‌شود.
به نظر می‌رسد که نردروم، برخلاف شیوه‌های جدیتر بیان پیچیدهٔ هنری و گاه مبهم، قصد دارد با وارونه ساختن مفاهیم، در یقین ما، از آنچه هنر می‌دانیم تردید ایجاد کند.

## سالهای ۱۹۶۸ تا ۱۹۸۳
در دوره بین سالهای ۱۹۶۸ تا ۱۹۸۳، نردروم، بازندگان جامعه را در آثاری  واقع گرا و روزمره به تصویر کشید.
اود نردروم، همچنین فرهنگ جدید جوانان و فروپاشی تابوهای جنسی در این فرهنگ نوپا را در آثار خود به نمایش گذاشته‌است. وی در یک تابلوی نقاشی که در سال ۱۹۷۴ به نام قطع عضو، خلق کرده‌است؛ فرد یا فردیت را در تصویر شخصی مثله شده، به عنوان قربانی جامعه یا جمع، معرفی می‌کند.
نردروم، در جنجالی‌ترین اثر خود قتل آندریاس بادر، تروریسم را قربانی قدرت خرد کننده جامعهٔ بزرگ معرفی می‌کند. وی در اثر دیگری به نام پناهنده بر آب، وضعیت پناهندگان ویتنامی آواره در قایق را به نمایش گذاشته‌است. البته او تصاویری از خانواده، ساحل و آبتنی نیز نقاشی کرده‌است. تصاویری که اشاره به وجود گرایشی نو و عنصری غیر معمول، در شیوه هنری وی می‌کند.